# Larry Brezner
Lawrence Ira „Larry“ Brezner (* 23. August 1942 in New York City, New York; † 5. Oktober 2015 in Duarte, Kalifornien) war ein US-amerikanischer Film- und Fernsehproduzent.

## Leben
Der in der New Yorker Bronx geborene Brezner studierte an der University of Bridgeport und der St. John’s University. Sein Studium an der Johns Hopkins University schloss er mit einem Master in Psychologie ab. Danach war er als Lehrer an einer Grundschule in Spanish Harlem tätig, bevor er in die Unterhaltungsbranche wechselte. 1974 eröffnete er in Manhattan einen Nightclub, in dem er den Produzenten Jack Rollins kennenlernte. Im gleichen Jahr trat er dem Unternehmen von Rollins, Charles H. Joffe und Buddy Morra bei und wurde Ende der 1970er Jahre dort Partner. Nachdem sich Rollins, Joffe und Morra aus dem Unternehmen zurückzogen, stiegen David Steinberg und Stephen Tenenbaum in das Unternehmen mit ein, das fortan als MBST Entertainment, Inc. (Morra Brezner Steinberg & Tenenbaum) firmierte.
Ab Mitte der 1980er Jahre fungierte Brezner als Executive Producer für verschiedene Comedy-Specials im US-Fernsehen. Brezner unterstützte unter anderem die Karrieren von Künstlern wie Billy Crystal, Robin Williams, Martin Short und Bette Midler.
1984 folgte mit Schmeiß’ die Mama aus dem Zug! sein erstes Projekt als hauptverantwortlicher Filmproduzent. Es folgten Produktionen wie Good Morning, Vietnam,  Meine teuflischen Nachbarn und Spurlos. 2014 produzierte er die Komödie Ride Along. Sein letztes Projekt war die Fortsetzung Ride Along 2, dessen Fertigstellung Brezner nicht mehr erlebte.
Er verstarb im Oktober 2015 an den Folgen von Leukämie, die wenige Monate zuvor diagnostiziert worden war. Brezner hinterließ seine dritte Frau und zwei Töchter. In erster Ehe war er sieben Jahre mit der Sängerin Melissa Manchester verheiratet, die er zu diesem Zeitpunkt als Manager vertrat. Seine zweite Ehe mit Bett Zimmerman endete ebenfalls durch Scheidung.

## Filmografie (Auswahl)
Produzent
- 1984: Billy Crystal: A Comic’s Line
- 1987: Schmeiß’ die Mama aus dem Zug! (Throw Momma from the Train)
- 1987: Good Morning, Vietnam
- 1989: Meine teuflischen Nachbarn (The ’Burbs)
- 1990: Wild Boys
- 1992: Ein verrückter Leichenschmaus (Passed Away)
- 1993: Spurlos (The Vanishing)
- 1994: Angie
- 1994: Clifford – Das kleine Scheusal (Clifford)
- 1998: Jagabongo – Eine schrecklich nette Urwaldfamilie (Krippendorf’s Tribe)
- 2000: The Extreme Adventures of Super Dave
- 2001: Freddy Got Fingered
- 2002: Das sexte Semester (Sorority Boys)
- 2004: The Last Shot – Die letzte Klappe (The Last Shot)
- 2005: Das größte Spiel seines Lebens (The Greatest Game Ever Played)
- 2011: Arthur
- 2014: Ride Along
- 2016: Ride Along: Next Level Miami (Ride Along 2)

Ausführender Produzent
- 1981: The Acorn People (Fernsehfilm)
- 2008: Little Britain USA (Fernsehserie, sechs Episoden)